# Tề Hy công
Tề Hy công hay Tề Ly công (chữ Hán: 齊釐公/齊僖公; trị vì: 730 TCN – 698 TCN), tên thật là Khương Lộc Phủ (姜祿甫), là vị vua thứ 13 của nước Tề - chư hầu nhà Chu trong lịch sử Trung Quốc.
Ông là con trai của Tề Trang công – vua thứ 12 nước Tề. Năm 731 TCN, Trang công qua đời, Lộc Phủ lên nối ngôi.
Thời Tề Hy công làm vua, nước Trịnh lớn mạnh dưới sự cai trị của Trịnh Trang công. Tề Hy công có quan hệ tốt với nước Trịnh.
Năm 706 TCN, nước Tề bị nước Bắc Nhung mang quân xâm lấn. Tề Hy công cầu cứu nước Trịnh. Trịnh Trang công sai thế tử Cơ Hốt mang quân cứu Tề, đánh đuổi được quân Nhung. Tề Hy công định gả con gái cho Cơ Hốt nhưng thế tử Hốt chối từ và về nước.
Tề Ly công mang người con gái đó gả cho Lỗ Hoàn công - tức là nàng Văn Khương.
Năm 699 TCN, Tề Hi công cùng các nước Lỗ và Trịnh đánh Tống. Cùng năm đó, em trai cùng mẹ của Hy công là Di Trọng Niên mất, Tề Hi công thương em, bèn ban cho con Trọng Niên là Công Tôn Vô Tri hưởng chế độ như thế tử Chư Nhi.
Năm 698 TCN, Tề giảng hòa với Tống, hai nước cùng đánh nước Kỷ để báo thù trước kia Kỷ hầu gièm pha tổ tiên ông là Tề Ai công với vua Chu làm Ai công bị giết, nhưng do nước Kỉ có quan hệ tốt với nước Lỗ nên Lỗ Hoàn công đem quân can thiệp, giúp Kỷ đánh bại Tề.
Năm 698 TCN, Tề Hy công mất. Ông ở ngôi tất cả 33 năm. Con ông là Khương Chư Nhi lên làm vua, tức là Tề Tương công.